# Albersweiler

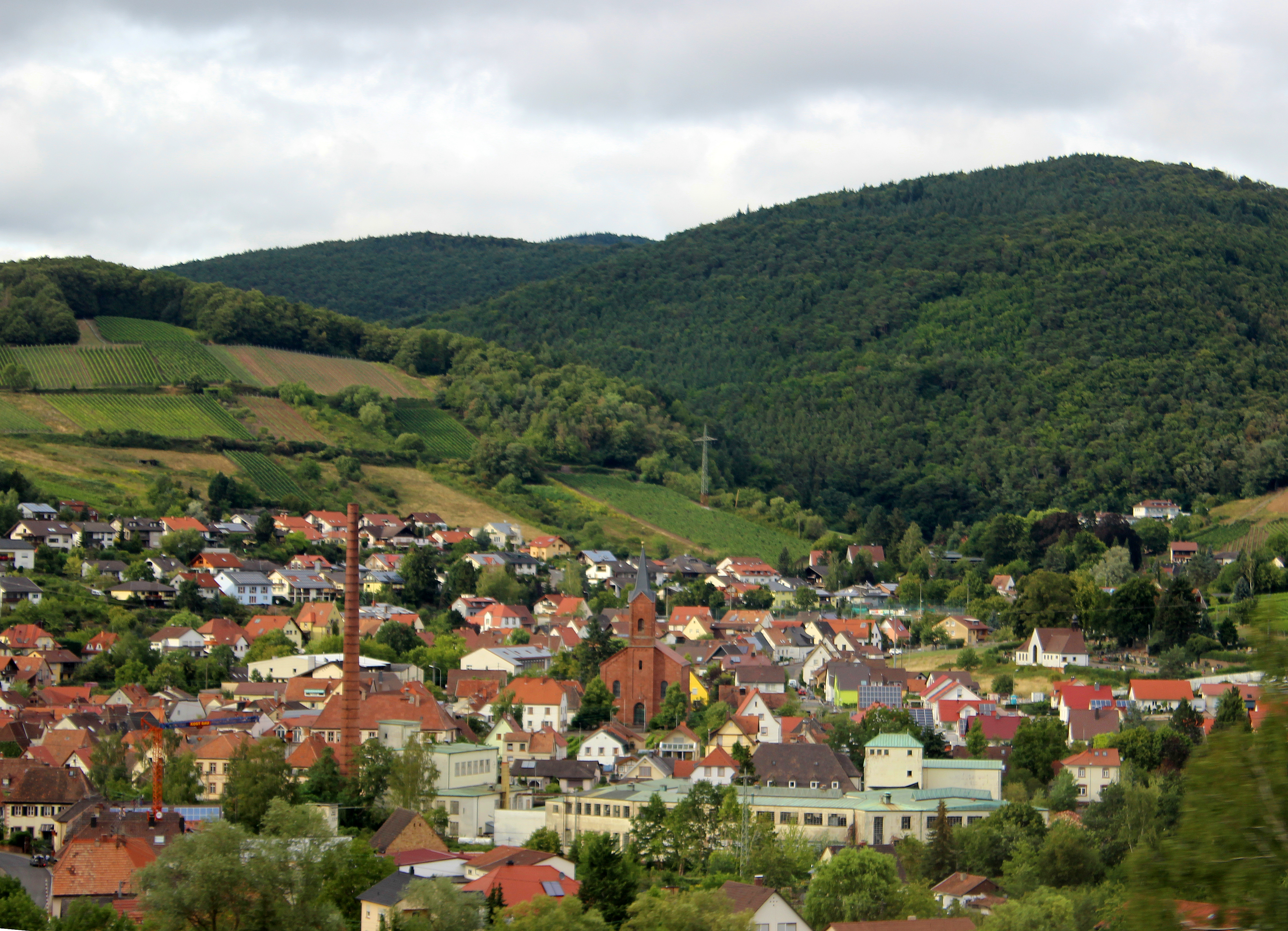
Blick auf Albersweiler

Albersweiler ist eine Ortsgemeinde im Landkreis Südliche Weinstraße in Rheinland-Pfalz. Sie gehört der Verbandsgemeinde Annweiler am Trifels an, innerhalb derer sie gemessen an der Einwohnerzahl die zweitgrößte Ortsgemeinde und die am weitesten östlich liegende darstellt.

## Geographie

### Lage
Der Ort Albersweiler liegt auf etwa 170 m ü. NHN in einer Senke zwischen der Haardt und dem Wasgau, wie der Südteil des Pfälzerwaldes auch genannt wird, im sogenannten Annweiler-Albersweiler-Ausraum, der alternativ als Trifelsland bezeichnet wird. Der Ort hat eine Ausdehnung von etwa 1,3 Kilometer in Nord-Süd- und Ost-West-Richtung.  Etwa 10 km nordwestlich der Ortslage liegt die Exklave „Albersweiler Wald“. Von der gesamten Gemeindefläche von 10,85 km² sind 73 % Wald. In Albersweiler kommt das Mineral Achat vor.

### Erhebungen und Gewässer
Südlich des Kirchberg, der sich am südwestlichen Rand des Siedlungsgebiets erstreckt, liegt eine 418 Meter hohe Erhebung.
Die Queich durchfließt das Siedlungsgebiet in West-Ost-Richtung. Zunächst nimmt er von links den Winterbach und innerhalb der Bebauung von links den Schwelterbach auf. Im Nordwesten verläuft der Bach vom Langenscheiderhof in die westliche Richtung, der jenseits der Gemeindegemarkung in den Eisbach mündet. Am nordwestlichen Rand der Gemarkung verläuft der Dernbach. Die Waldexklave Albersweiler Wald wird im Westen durch den Wellbach begrenzt. Durch ihr Gebiet verlaufen mit dem Freimersheimertalbach, dem Abfluss des Husarenbrunnens und dem Großen Fischbach drei linke Nebenflüsse von letzterem.

### Nachbargemeinden
Folgende Orte sind im Uhrzeigersinn Nachbargemeinden von Albersweiler; in Klammern die jeweilige ungefähre Entfernung (Luftlinie) von der Ortslage Albersweiler: Frankweiler (2,4 km), Siebeldingen (2 km), Birkweiler (1,5 km), Stadt Annweiler am Trifels (4,5 km) mit dem Ortsteil Queichhambach (2,5 km) und Dernbach (3,6 km). Der „Albersweiler Wald“ grenzt an den Stadtwald von Landau in der Pfalz, Waldgebiete von Frankweiler und Siebeldingen sowie den „Annweiler Stadtwald“. Alle genannten Wälder sind Exklaven.

### Gemeindegliederung
Die Gemeinde besteht aus dem Hauptort Albersweiler sowie dem Ortsteil Sankt Johann; baulich sind beide inzwischen zusammengewachsen. Zu Albersweiler gehören auch die Wohnplätze Langenscheiderhof im Nordwesten des Gemeindegebiets und Ziegelhütte im Südosten unmittelbar an der Grenze zu Birkweiler.

## Geschichte

### Mittelalter
Ob Belege aus dem 11. Jahrhundert sich auf Albersweiler oder Orte ähnlichen Namens beziehen, ist ungewiss. Samuel, Abt des Klosters Weißenburg, vermachte 1065 dem Kloster mehrere mit eigenem Geld erkaufte Knechtshöfe, darunter einen in Adelbreddesuuilare bzw. Albrahteswilre. Der Beleg wurde für Albersweiler in Anspruch genommen, jedoch auch für das badische Waldprechtsweier. Auch das Jahr 1065 ist nicht gesichert.
Ein Eberhardus de Adelbrahteswilre bzw. Albrehteswilre bezeugte eine Urkunde des Klosters Eußerthal, die vom ersten Herausgeber in das Jahr 1150 gesetzt wurde, andernorts doppelt für 1150 und 1173–1178 aufgeführt wurde und letztlich aus den Jahren 1173–1176 stammt. Diese Urkunde wird häufig auf Albersweiler bezogen.
Die Stadt Annweiler hatte seit 1219 den Südteil von Albersweiler inne, wurde aber durch die Stadt Landau nach und nach aus diesen Rechten verdrängt. Landau, seit 1274 Reichsstadt und in Konkurrenz zu Annweiler, konnte nach 1300 in Albersweiler den Steinbruch nutzen, aber auch den Schultheißen und das Dorfgericht einsetzen. Albersweiler war zu einem „Stadtdorf“ von Landau geworden. 1382 wird die Urnsburg erwähnt, von der wenig bekannt ist.
Der Südteil des Dorfes fiel durch eine Verpfändung im Jahre 1330 an die Kurpfalz, 1410 und 1444 durch Erbteilung an Pfalz-Zweibrücken. Der nördliche Teil des Dorfes mit dem heutigen Ortsteil St. Johann gelangte an das Geschlecht von Scharfenberg, nach deren Aussterben an das Haus von Löwenstein-Scharfeneck. Damit war Albersweiler zwischen zwei Herrschaften geteilt und die Hauptstraße des Dorfes bildete die Grenze.

### Frühe Neuzeit

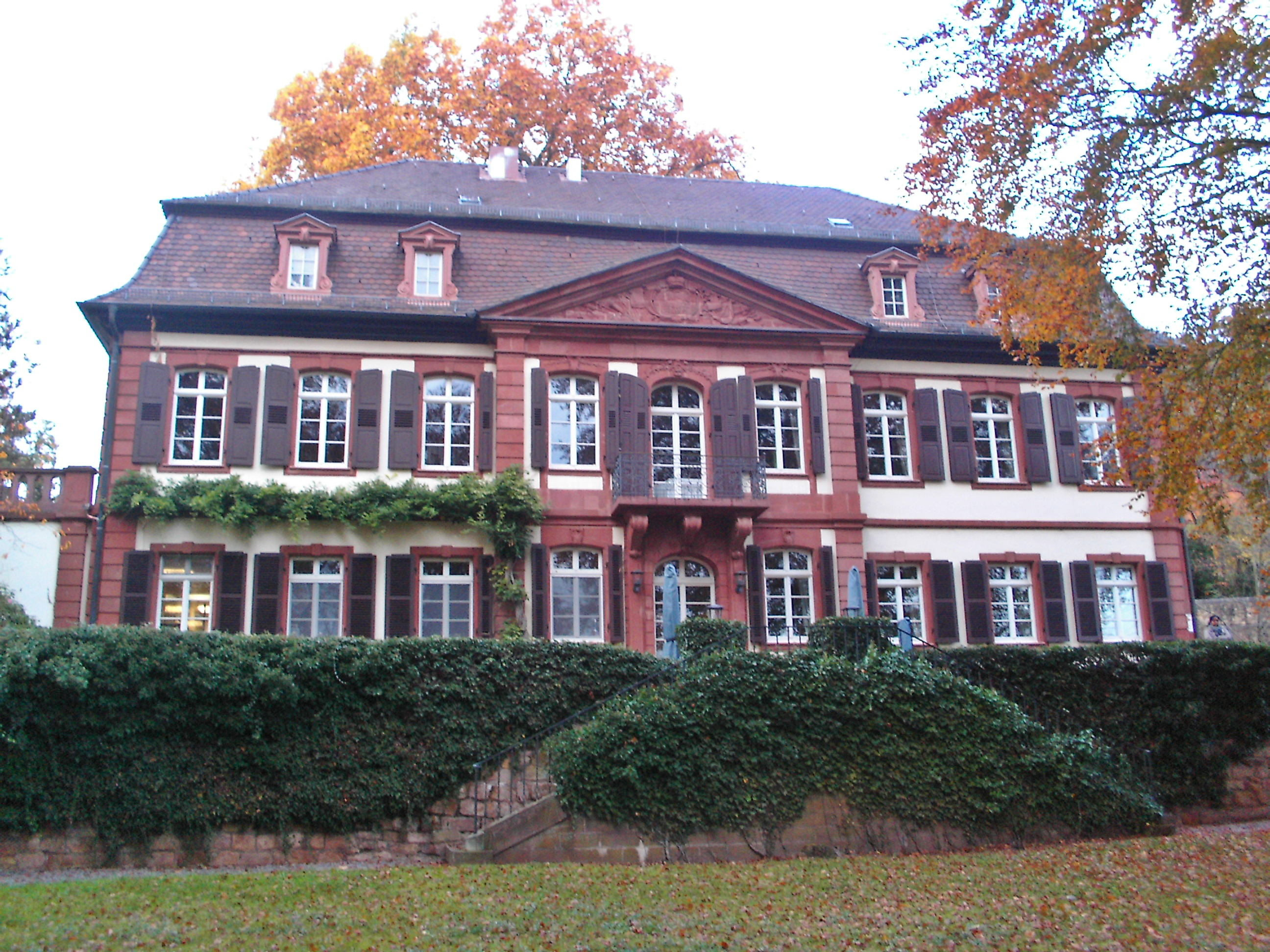
Das Löwensteiner Amtsschloss, in Albersweiler-St. Johann

Während der Reformationszeit kam die konfessionelle Grenze hinzu, denn die jeweiligen Landesherren bestimmten die Religion ihrer Untertanen, und ein Wechsel der Konfession im Herrscherhaus verlangte diesen auch vom Volk. Im Dreißigjährigen Krieg brannten die katholischen Truppen 1622 den protestantischen Südteil des Dorfes nieder. Nach dem Aussterben der ebenfalls protestantischen Grafen von Löwenstein-Scharfeneck als Ortsherren des nördlichen Dorfteiles St. Johann, übertrug der Kaiser 1634 diesen Besitz dem Grafen Johann Dietrich aus dem verwandten, katholischen, später gefürsteten Familienzweig Löwenstein-Wertheim-Rosenberg. Er war bis zur französischen Besetzung 1794 die „Hauptstadt“ der linksrheinischen, Löwensteiner Herrschaft Scharfeneck, die nur wenige Dörfer umfasste und zunächst von Wertheim am Main, dann aus Schloss Löwenstein in Kleinheubach regiert wurde. Die Fürsten zu Löwenstein-Wertheim-Rosenberg ließen in Albersweiler-St. Johann als Verwaltungssitz das bis heute erhaltene Amtsschloss im Rokokostil erbauen (jetzt BASF-Studienhaus). Dieser katholische Löwensteiner Ortsteil wurde 1634 von den auf protestantischer Seite kämpfenden Schweden zerstört. 1645 war der zweibrückische Südteil fast vollständig entvölkert, 1651 lesen wir über den Löwensteiner Nordteil, dass er „gantz öd und wüst“ war.
Nach dem Westfälischen Frieden stieg die Bevölkerungszahl, auch bedingt durch mehrere Pestepidemien, nur langsam an und erst nach dem Spanischen Erbfolgekrieg, der für die Albersweiler vor allem Kontributionen und Einquartierungen bedeutete, konnte die Ortschaft wieder wachsen. 1736 entstand die lutherische Kirche und 1764 wurde der Grundstein zu dem schon genannten Löwensteiner Amtsschloss in St. Johann gelegt. Während des Ersten Koalitionskrieges fand vor Ort ein Gefecht statt.

### Seit dem 19. Jahrhundert
Nach der französischen Revolution besetzten die Franzosen 1794 das gesamte linksrheinische Gebiet, für Albersweiler bedeutete dies die Einführung der Errungenschaften der Revolution und die Aufhebung der alten Ordnung. Albersweiler wurde zur selbständigen Commune innerhalb des Kantons Annweiler, der zum Arrondissements Zweibrücken im französischen Département Donnersberg (Mont-Tonnerre) gehörte und war Sitz einer eigenen Mairie, die zusätzlich Dernbach und Leinsweiler umfasste. Nach dem Wiener Kongress von 1815 wurde der Ort Österreich zugeschlagen. Bereits ein Jahr später wechselte der Ort wie die gesamte Pfalz in das Königreich Bayern. Von 1818 bis 1862 gehörte Albersweiler dem Landkommissariat Bergzabern an; aus diesem ging anschließend das Bezirksamt Bergzabern hervor. Das Dorf zeigte sich im 19. Jahrhundert als Bauerndorf, das vornehmlich durch den Weinbau geprägt war. Die Absatzmöglichkeiten der Betriebe vor Ort wurde durch die 1875 auf voller Länge eröffneten Bahnstrecke Landau–Rohrbach verbessert. 1910 wurde eine Wasserleitung verlegt, 1925 war die Installation des örtlichen Stromnetzes abgeschlossen.
Ab 1939 war Albersweiler Bestandteil des Landkreises Bergzabern. Im Zweiten Weltkrieg wurde der Ortskern wegen der Stationierung eines Eisenbahngeschützes im Eisenbahntunnel unterhalb der Bergkirche von alliierten Flugzeuge mehrfach bombardiert. In den Nachkriegsjahren wurden die Schäden behoben, in den Jahren 1954 und 1955 baute die Gemeinde ein Kanalsystem und durch Ausweisung von Neubaugebieten konnten Neubürger gewonnen werden. Nach dem Krieg wurde der Ort innerhalb der französischen Besatzungszone Teil des damals neu gebildeten Landes Rheinland-Pfalz. Im Zuge der ersten rheinland-pfälzischen Verwaltungsreform wechselte Albersweiler am 7. Juni 1969 in den neu geschaffenen Landkreis Landau-Bad Bergzabern, der 1978 in Landkreis Südliche Weinstraße umbenannt wurde. 1972 wurde die Gemeinde der ebenfalls neu gebildeten Verbandsgemeinde Annweiler am Trifels zugeordnet. 1978 konnte der kommunale Kindergarten eingeweiht werden.

## Bevölkerung

### Einwohnerentwicklung
Die Entwicklung der Einwohnerzahl von Albersweiler, die Werte von 1871 bis 1987 beruhen auf Volkszählungen:
| Jahr | Einwohner |
| ---- | --------- |
| 1815 | 1.912     |
| 1835 | 2.180     |
| 1871 | 2.067     |
| 1905 | 2.327     |
| 1939 | 2.343     |
| 1950 | 2.533     |

| Jahr | Einwohner |
| ---- | --------- |
| 1961 | 2.606     |
| 1970 | 2.368     |
| 1987 | 1.948     |
| 1997 | 1.918     |
| 2005 | 2.014     |
| 2017 | 1.922     |

### Religion

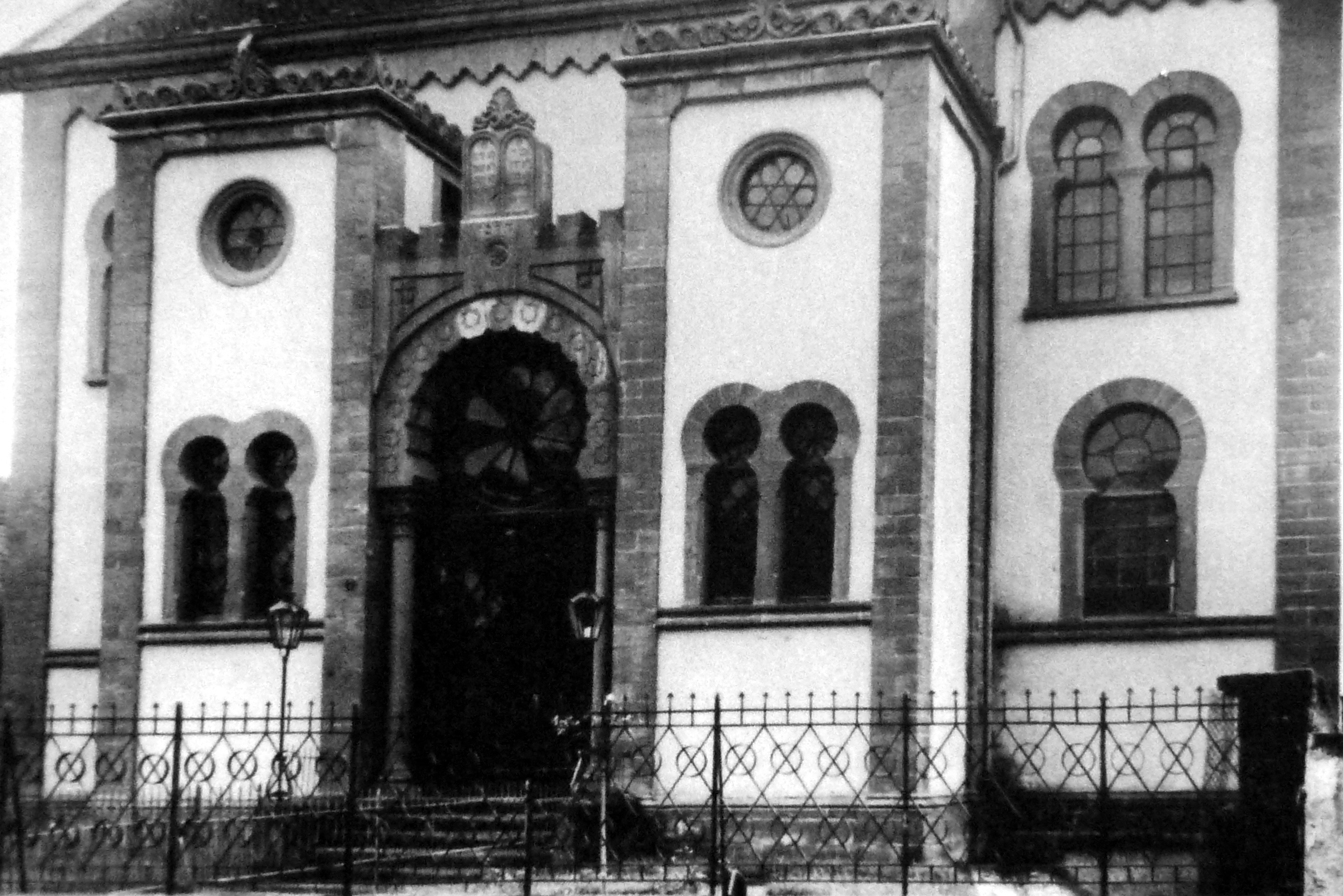
Synagoge vor 1930

1865 errichtete die jüdische Gemeinde in Albersweiler eine Synagoge, die 1938 in Brand gesteckt wurde.
1832 erbauten die Bürger ein katholisches Schulhaus, im selben Jahr wurde auch das protestantische Schulhaus bezogen. 1843/45 wurde die katholische Pfarrkirche St. Stephan erbaut, 1846 die protestantische Bergkirche. Beide Kirchen wurden von dem bekannten bayerischen Architekten August von Voit geplant.
Die Katholiken gehören zum Bistum Speyer und unterstehen dort dem Dekanat Landau, die Evangelischen zur Protestantischen Landeskirche Pfalz. 2012 waren 45,2 Prozent der Einwohner katholisch und 34,8 Prozent evangelisch. Die übrigen gehörten einer anderen Religion an oder waren konfessionslos.

## Politik

### Gemeinderat
Der Gemeinderat in Albersweiler besteht aus 16 Ratsmitgliedern, die bei der Kommunalwahl am 9. Juni 2024 in einer personalisierten Verhältniswahl gewählt wurden, und dem ehrenamtlichen Ortsbürgermeister als Vorsitzendem.
Die Sitzverteilung im Gemeinderat:
| Wahl | SPD | CDU | Grüne | LFW | Gesamt   |
| ---- | --- | --- | ----- | --- | -------- |
| 2024 | 7   | 7   | 2     | –   | 16 Sitze |
| 2019 | 7   | 5   | 2     | 2   | 16 Sitze |
| 2014 | 9   | 5   | –     | 2   | 16 Sitze |
| 2009 | 7   | 7   | –     | 2   | 16 Sitze |
| 2004 | 8   | 7   | –     | 1   | 16 Sitze |

### Bürgermeister
Andreas Gerdon (SPD) wurde am 11. Juli 2024 Ortsbürgermeister von Albersweiler. Bei der Direktwahl am 9. Juni 2024 war er als einziger Kandidat mit 77,8 % der Stimmen gewählt worden. Die Wahlbeteiligung lag bei 67,0 %.
Gerdons Vorgänger Ernst Spieß (SPD) war seit 1994 Ortsbürgermeister von Albersweiler. Er wurde zuletzt am 26. Mai 2019 mit einem Stimmenanteil von 75,34 % für weitere fünf Jahre wiedergewählt. Zur Kommunalwahl 2024 trat er nicht mehr an.

### Wappen
| Wappen von Albersweiler | Blasonierung: „In geteiltem Schild oben in Schwarz ein wachsender linksgewendeter rotbewehrter und -bezungter goldener Löwe, unten von Silber und Blau gerautet.“ |
| Wappen von Albersweiler | Es wurde 1937 genehmigt und geht zurück auf ein Siegel aus dem Jahr 1531.                                                                                         |

## Kultur

### Kulturdenkmäler

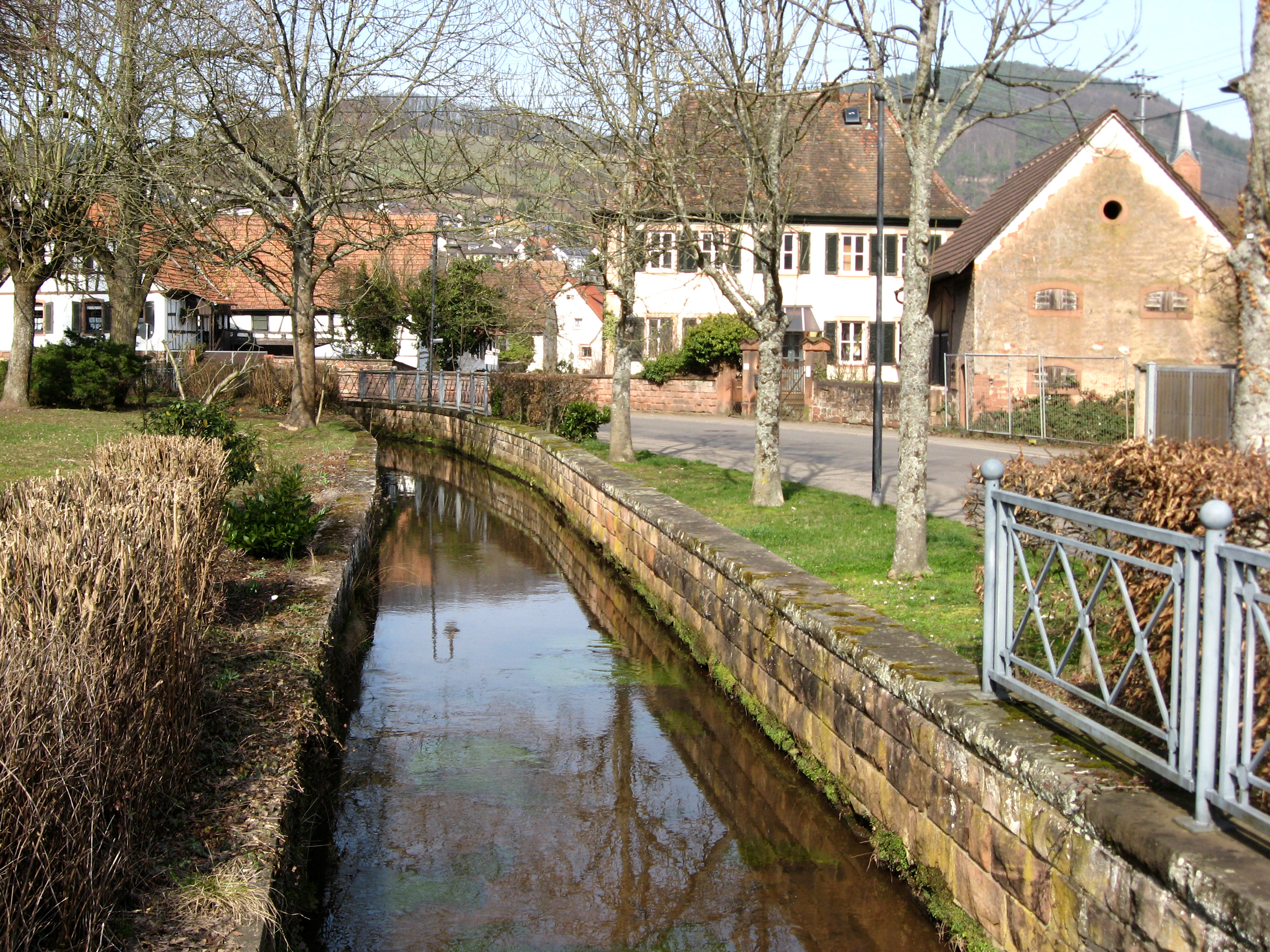
Albersweiler Kanal innerhalb der Gemeinde

Der Albersweilerer Kanal, der Ortskern und das Löwensteiner Schloss sind als Denkmalzonen ausgewiesen.
Hinzu kommen insgesamt 19 Einzelobjekte, die unter Denkmalschutz stehen, darunter die evangelische Pfarrkirche, die auch als „Bergkirche“ bezeichnet wird.

### Natur
Das gesamte Gemeindegebiet – einschließlich des Bereichs jenseits des Pfälzerwaldes mit Bebauung samt umliegender Weinberge – ist Bestandteil des Naturpark Pfälzerwald, der wiederum zum grenzüberschreitenden Biosphärenreservat Pfälzerwald-Vosges du Nord gehört. Südwestlich des Ortes liegt das Naturschutzgebiet Haardtrand – Auf dem Kirchberg, nördlich des Hauptortes das kleinere Naturschutzgebiet Haardtrand – Auf dem Schoeb. Im Nordosten erstreckt sich das Naturschutzgebiet Haardtrand – Käfernberg teilweise auf der Gemarkung von Albersweiler; der größte Teil gehört bereits zu Frankweiler.

### Vereine
Vor Ort existiert die Frauenhandballmannschaft SG Albersweiler-Hauenstein-Ranschbach, die 2009 an DHB-Pokal teilnahm.
Zudem gibt es den Tischtennis Verein TTV Albersweiler, der 1958 gegründet wurde und in der Löwensteinhalle trainiert und in der Saison 2021/22 in der Verbandsoberliga Saarpfalz spielte.

## Infrastruktur

### Wirtschaft

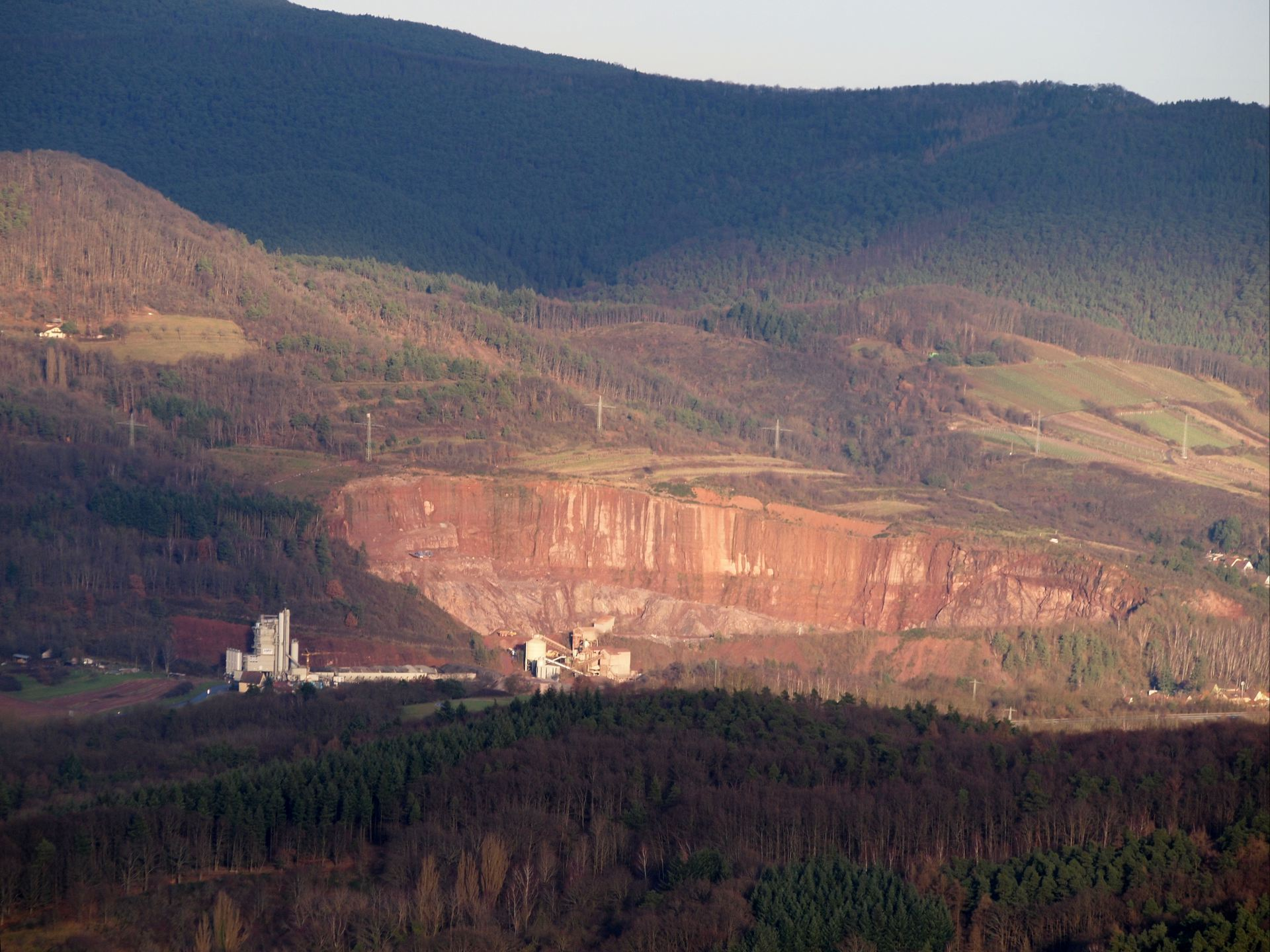
Der Steinbruch im westlichen Bereich der Gemeinde

Gegen Ende des 19. Jahrhunderts wuchs Albersweiler zum Industriestandort und es siedelten sich die Zündholzfabrik Richard Haupt, eine Porzellanfabrik, eine „Schwefelküche“, eine Handschuhfabrik und eine Schuhfabrik an. Zeitweilig besaß der Messgeräterhersteller Stabila ein Werk vor Ort.
Am Westausgang des Ortes befindet sich ein Gneissteinbruch der Basalt-Actien-Gesellschaft, der im 19. Jahrhundert einer der wichtigsten Albersweiler Arbeitsplätze war. Darüber hinaus ist die Gemeinde Sitz der Sinti-Werkstatt, die das Mahnmal für die deportierten und ermordeten Wiesbadener Sinti und Roma schuf.
Zudem ist Albersweiler Teil des Weinanbaugebiets Pfalz. Vor Ort befindet sich die Einzellage Latt (mit der Sublage Auf dem Rehberg). Die Weinberge liegen östlich und südlich der Bebauung. Die bestockte Rebfläche beträgt 149,6 Hektar.

### Verkehr

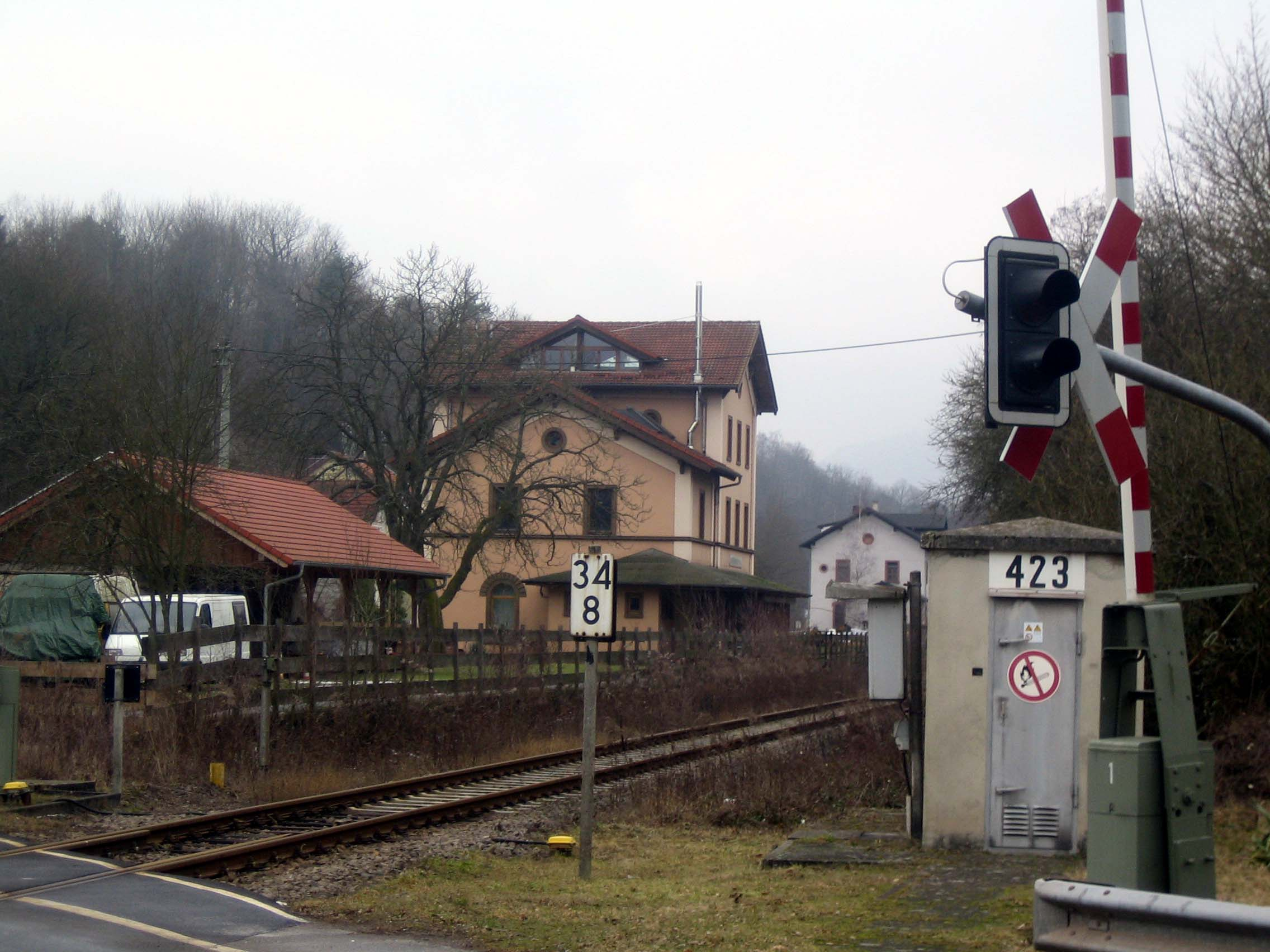
Ehemaliger Bahnhof Albersweiler 2006

Zwischen 1687 und 1975 gab es den ursprünglich schiffbaren Albersweilerer Kanal zwischen Albersweiler und Landau. Die Bahnstrecke Landau–Rohrbach schließt seit 1874 Albersweiler an das Schienennetz an; der ursprüngliche Bahnhof befand sich auf Gemarkung der damals selbständigen Gemeinde Queichhambach und wurde 1984 zugunsten eines rund 300 Meter östlich gelegenen ortsnahen Haltepunkts aufgegeben. Östlich dieser Station durchquert die Strecke den Kirchberg-Tunnel.
Albersweiler ist zusätzlich über die Buslinie 521 im Verkehrsverbund Rhein-Neckar an das Netz des öffentlichen Nahverkehrs angeschlossen.
1984 wurde durch die Einweihung der Umgehung der Bundesstraße 10 die zuletzt sehr starke Verkehrsbelastung aus dem Ort genommen. Die B 10 führt seither südlich von Albersweiler über die dreispurige Klemmentalbrücke über das gleichnamige Tal in Richtung Landau in der Pfalz sowie Annweiler am Trifels. Durch das Siedlungsgebiet verläuft zudem die Landesstraße 507, die bis nach Speyer führt.

### Tourismus
Durch Albersweiler verläuft der zu den sogenannten Saar-Rhein Wanderwegen zählende Weg mit der Kennzeichnung Schwarzer Punkt auf weißem Balken, der von Saarbrücken bis nach Rülzheim führt. Durch den Nordosten der Waldexklave führt für ein kurzes Stück der mit einem blauen Balken markierte Fernwanderweg Staudernheim–Soultz-sous-Forêts. Zudem ist die Gemeinde Ausgangspunkt der Tour 7 des Mountainbikepark Pfälzerwald. Der Ortsteil Sankt Johann fungiert als Startpunkt für die Pfälzer Hüttentour.

## Persönlichkeiten

### In Albersweiler geboren
- Adam Konrad Boeninger (1810–1886), Buchdrucker und Verleger
- Andreas Flocken (1845–1913), Unternehmer
- Gottlob Friedrich Lipps (1865–1931), Philosoph und Psychologe
- Artur Schmitt (1888–1972), Politiker (NPD)
- Hellmut Culmann (1898–1949), Pfarrer, pfälzischer Heimatdichter
- Alfred Rieth (1911–1997), Algologe und Hochschullehrer
- Hans-Günter Schwarz (* 1941), Weinbautechniker, Kellermeister und Weingutverwalter

### Mit Albersweiler verbunden
- Karl Thomas zu Löwenstein-Wertheim-Rochefort (1714–1789), dritter Fürst aus dem Hause Löwenstein, ließ 1764 das Löwensteiner Schloss erbauen.
- Klara Barth (1880–1940), Politikerin (BVP), arbeitete vor Ort zeitweise als Lehrerin.
- Ludwig Marum (1882–1934), Rechtsanwalt und Politiker (SPD), heiratete 1910 vor Ort.
- Adolf Kessler (1890–1974), Maler, entwarf 1951 das Wandbild der Zündholzfabrik.